# 278 Paulina
278 Paulina (mednarodno ime je tudi 278 Paulina) je asteroid tipa S (po SMASS) v glavnem asteroidnem pasu.

## Odkritje
Asteroid je odkril avstrijski astronom Johann Palisa 16. maja 1888 na Dunaju .

## Lastnosti
Asteroid Paulina obkroži Sonce v 4,58 letih. Njegova tirnica ima izsrednost 0,132, nagnjena pa je za 7,825° proti ekliptiki. Njegov premer je 35,01 km, okoli svoje osi se zavrti v  6,497 h .